# Бенхамин-Хилл (муниципалитет)
Бенхамин-Хилл (исп. Benjamín Hill) — муниципалитет в Мексике, штат Сонора, с административным центром в одноимённом посёлке. Численность населения, по данным переписи 2020 года, составила 4988 человек.

## Общие сведения
Название Benjamín Hill дано в честь мексиканского военного, участника мексиканской революции — Бенхамина Хилла.
Площадь муниципалитета равна 1412,2 км², что составляет 0,8 % от площади штата, а наиболее высоко расположенное поселение Эль-Колорадо, находится на высоте 1070 метров.
Он граничит с другими муниципалитетами Соноры: на севере с Санта-Аной, на востоке с Оподепе, на юге с Карбо, и на западе с Тринчерасом.

## Учреждение и состав
Муниципалитет был образован 15 апреля 1952 года, по данным 2020 года в его состав входит 31 населённый пункт, самые крупные из которых:
| Код INEGI                  | Населённый пункт                                                                             | Численность населения (2005 год) | Численность населения (2010 год) | Численность населения (2020 год) |
| -------------------------- | -------------------------------------------------------------------------------------------- | -------------------------------- | -------------------------------- | -------------------------------- |
| 016                        | Всего                                                                                        | 5285                             | 5275                             | 4988                             |
| 0001                       | Бенхамин-Хилл (исп. Benjamín Hill) 30°10′02″ с. ш. 111°07′05″ з. д. (административный центр) | 5059                             | 5071                             | 4837                             |
| 0047                       | Сан-Диего (исп. San Diego) 30°19′36″ с. ш. 111°06′45″ з. д.                                  | 109                              | 90                               | 59                               |
| 0137                       | Сан-Мигель (исп. San Miguel) 30°07′40″ с. ш. 111°05′57″ з. д.                                | 32                               | 35                               | 21                               |
| 0024                       | Ла-Нория (исп. La Noria) 30°13′33″ с. ш. 111°06′47″ з. д.                                    | 3                                | 3                                | 8                                |
| —                          | Прочие                                                                                       | 82                               | 76                               | 63                               |
| Названия на карте Генштаба |                                                                                              |                                  |                                  |                                  |

## Экономическая деятельность
По статистическим данным 2000 года, работоспособное население занято по секторам экономики в следующих пропорциях:
- сельское хозяйство, скотоводство и рыбная ловля — 51,7 %;
- промышленность и строительство — 11,7 %;
- торговля, сферы услуг и туризма — 35,4 %;
- безработные — 1,2 %.

## Инфраструктура
По статистическим данным 2020 года, инфраструктура развита следующим образом:
- электрификация: 97,8 %;
- водоснабжение: 96,2 %;
- водоотведение: 97,6 %.